# Tobias Schellenberg
Tobias Schellenberg (Leipzig, Alemania, 17 de noviembre de 1978) es un clavadista o saltador de trampolín alemán especializado en trampolín de 3 metros, donde consiguió ser subcampeón olímpico en 2004 en los saltos sincronizados.

## Carrera deportiva
En el Campeonato Mundial de Natación de 2003 celebrado en Barcelona (España) ganó la medalla de bronce en los saltos sincronizados desde el trampolín de 3 metros, con una puntuación de 334 puntos, tras los rusos y los chinos, siendo su compañero de saltos Andreas Wels; al año siguiente en los juegos Olímpicos de Atenas 2004 ganó la plata en la misma prueba.